# 十全霊感
十全霊感（じゅうぜんれいかん、Plenary Inspiration）とは、聖書の霊感が、救いや信仰のことがらだけではなく、科学や歴史の領域にも及んでいるとする聖書観。部分的霊感説と対立する。
聖書に書かれている出来事はすべて事実であると信じる。当然のことながら進化論はもちろん、地球の地質学的年代も科学的な通説を受け入れることはできない。
ただし宇宙の構造のような今現在確かめられるものについては、多数派は聖書に書かれてあるもの（円盤状の大地に、天幕状の天が覆いかぶさり、地の果てで天の柱がささえている）は比喩であるとするのが通例である。
またこの語で聖書正典が完成した啓示の完結性も強調される。
聖書信仰の立場では言語霊感とあわせて言語十全霊感と呼ぶ。
日本プロテスタント聖書信仰同盟は、変更不可能な規約として聖書の十全霊感を掲げた。